# 2019年哈薩克斯坦

## 國家領袖
- 總統：努爾蘇丹·納扎爾巴耶夫→卡西姆若马尔特·托卡耶夫
- 總理：巴克特然·薩金塔耶夫→阿斯卡爾·馬明

## 大事時序

### 3月
- 3月2日至3月12日：哈薩克斯坦在克拉斯諾亞爾斯克舉辦的2019年冬季世界大學生運動會中，奪得4面銀牌與3面銅牌。
- 3月19日：時任總統努爾蘇丹·納扎爾巴耶夫宣佈辭去總統職務[1]。
- 3月20日：卡西姆若马尔特·托卡耶夫於哈薩克斯坦議會宣誓就任哈薩克斯坦共和國總統[2][3] 。同日，哈薩克斯坦議會批准將首都名稱阿斯塔納改名為努爾蘇丹，玆紀念開國總統——努爾蘇丹·納扎爾巴耶夫[4]。
- 3月24日：哈薩克斯坦國家隊在阿斯塔納競技場內舉行的2020年欧洲足球锦标赛外圍賽I組中以0-4不敌俄羅斯國家隊[5]。